# Alternador de pulsos compensado
Un alternador de pulsos compensado, también conocido por la contracción compulsador, es una forma de fuente de energía. Como el nombre dice, es un alternador que es "compensado" para hacer mejor la entrega de los pulsos de energía eléctrica que un alternador normal.

## Descripción y operación
En principio es muy similar a un alternador, pero por lo general el rotor se hace girar por su inercia (habiéndolo " hecho girar encima "  por un motor externo, o el compulsador mismo habiendo que sido usado al revés como un motor de corriente alterna) y la pequeño tema de la compensación. El compulsador es usado como un condensador, juntando la energía de una fuente de baja potencia y almacenarlo, luego generar una salida de alta potencia durante un período corto.
Las cuerdas de un compulsador son diferentes de aquellos de un alternador normal, en el cual son diseñados para la inductancia mínima. Esto permite a la corriente en las curvas cambiarse muy rápidamente, que es por qué esta "compensación" lo hace mejor en la entrega de pulsos.
La energía cinética de un objeto rotativo depende de la masa del objeto, la forma del objeto, y de la velocidad de rotación. Por lo tanto, los compulsadores tienden a tener rotores muy ligeros que hacen girar muy rápido para almacenar la mayor parte de energía en la masa disponible, y porque demasiada masa en el rotor causa problemas con la magnitud de fuerza centrípeta requerida para impedir al rotor volar aparte.

## Uso
Los compulsadores son opciones populares para provisiones de poder de railgun de alta calidad. Una posibilidad es construir un tanque eléctrico que usa un motor diésel convencional para la propulsión y cargar un compulsador. El compulsador sería usado impulsar un railgun, y potencialmente otras armas de energía pulsada (en particular sistemas de guerra electrónica); también, el compulsador podría ser usado en el modo no pulsado para conducir un tanque con motores eléctricos durante períodos limitados como una especie "de modo tranquilo", que podría ser útil en el combate urbano.